# Маркова (Талицький міський округ)
Ма́ркова (рос. Маркова) — присілок у складі Талицького міського округу Свердловської області.
Населення — 74 особи (2010, 99 у 2002).
Національний склад станом на 2002 рік: росіяни — 99 %.